# Stazione di Skerries
La stazione di Skerries (in inglese Skerries railway station, in gaelico Na Sceirí) è una stazione ferroviaria che fornisce servizio a Skerries, contea di Dublino, Irlanda. Fu aperta il 25 maggio 1844. Attualmente l'unica linea che vi passa è il Northern Commuter della Dublin Suburban Rail, e dal 2015 vi transiteranno anche i treni della Dublin Area Rapid Transit, linea 2. Si trova a 10 minuti di cammino dal centro della città e vicino a spiaggia e fabbriche.

## Servizi
- Servizi igienici
- Capolinea autolinee
- Biglietteria a sportello
- Biglietteria self-service
- Distribuzione automatica cibi e bevande